# Ворт (округ, Міссурі)
Шаблон:StateAbbr_ 40°29′ пн. ш. 94°25′ зх. д. / 40.48° пн. ш. 94.42° зх. д.
Округ  Ворт (англ. Worth County) — округ (графство) у штаті Міссурі, США. Ідентифікатор округу 29227.

## Історія
Округ утворений 1861 року.

## Демографія
За даними перепису 
2000 року 
загальне населення округу становило 2382 осіб, усе сільське.
Серед мешканців округу чоловіків було 1167, а жінок — 1215. В окрузі було 1009 домогосподарств, 677 родин, які мешкали в 1245 будинках.
Середній розмір родини становив 2,85.
Віковий розподіл населення поданий у таблиці:
| Стать    | До 15 років | 15-21 | 22-29 | 30-39 | 40-49 | 50-65 | 65-85 | Понад 85 |
| -------- | ----------- | ----- | ----- | ----- | ----- | ----- | ----- | -------- |
| Чоловіки | 231         | 152   | 65    | 144   | 161   | 190   | 194   | 30       |
| Жінки    | 214         | 96    | 70    | 152   | 170   | 207   | 227   | 79       |

## Суміжні округи
- Рінгголд, Айова — північний схід
- Гаррісон — схід
- Джентрі — південь
- Нодавей — захід
- Тейлор, Айова — північний захід

## Виноски
1. ↑  U.S. Decennial Census. United States Census Bureau. Архів оригіналу за 26 квітня 2015. Процитовано 22 листопада 2014.
2. ↑  Historical Census Browser. University of Virginia Library. Архів оригіналу за 11 серпня 2012. Процитовано 22 листопада 2014.
3. ↑  Population of Counties by Decennial Census: 1900 to 1990. United States Census Bureau. Архів оригіналу за 3 грудня 2014. Процитовано 22 листопада 2014.
4. ↑  Census 2000 PHC-T-4. Ranking Tables for Counties: 1990 and 2000 (PDF). United States Census Bureau. Архів оригіналу (PDF) за 18 грудня 2014. Процитовано 22 листопада 2014.
5. ↑  State & County QuickFacts. United States Census Bureau. Архів оригіналу за 22 липня 2011. Процитовано 14 вересня 2013.(англ.) Наведено за англійською вікіпедією.
6. ↑  American FactFinder. Бюро перепису населення США. Архів оригіналу за 26 лютого 2012. Процитовано 31 січня 2008.

| США | Це незавершена стаття з географії США. Ви можете допомогти проєкту, виправивши або дописавши її. |